# Sant Quirc i Santa Julita de Pià

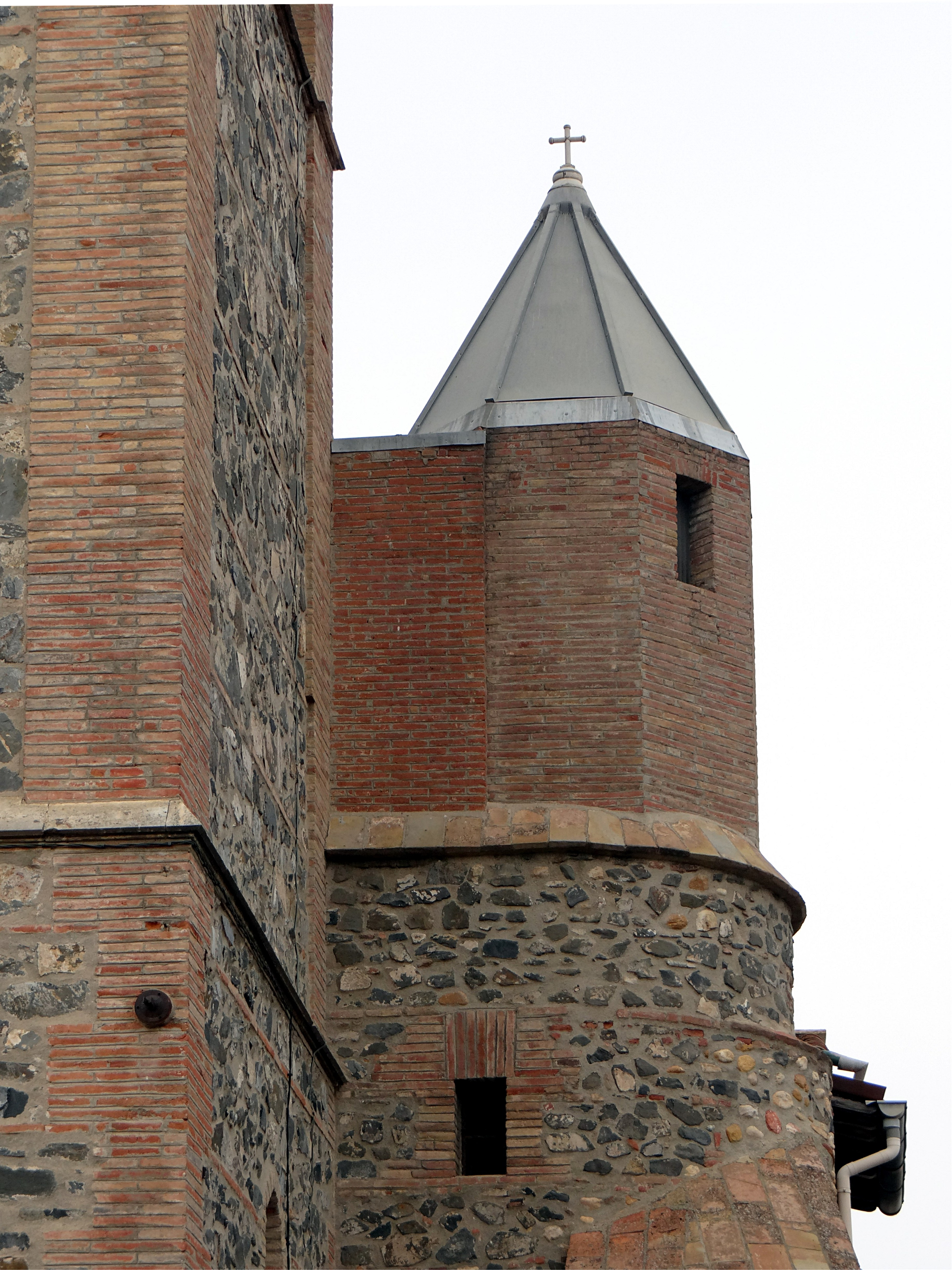
Torre lateral de l'església de Sant Quirc i Santa Julita

Sant Quirc -o Sant Quirze- i Santa Julita de Pià (Saint Cyr et Sainte Julitte en francès) és l'església parroquial del poble rossellonès de Pià, a la Catalunya del Nord.
Està situada al bell mig del recinte de la cellera a partir de la qual es va formar el poble de Pià. És a la placeta formada al davant de la façana meridional de l'església, plaça que s'obre entre el final dels carrers de l'Església, de la Vella Escola i dels Graus.

## Història
Església documentada des del 991 quan la comtessa Guisla de Rosselló, vídua de Gausfred I, fa donació de la població de Pià i la seva església a la Seu d'Elna en compliment de les últimes voluntats del seu marit, comte d'Empúries i de Rosselló (Villa Apiano cum sua ecclesia, que dicunt Sanch Quirici).
L'edifici original va ser engrandit i modificat al segle xiii, i reconstruït abans del 1400, i després ampliat el 1449. Destruït l'any 1858, el temple actual és una reconstrucció feta el 1879 que conserva detalls medievalitzants. La nau central té capelles laterals a banda i banda; la de la Sang (del segle xv) té un retaule del gran escultor Lluís Generes, el contracte d'execució del qual encara es conserva. Diversos altres retaules ornen l'església: el de sant Gregori, del segle xvii, per una banda; i per l'altra els de santa Germana, santa Caterina, sant Pere i sant Josep, del segle xviii. Hom pot admirar també la pica baptismal en marbre (d'abans del segle XVII), una creu processional en fusta tallada i el reliquiari de sant Quirze i santa Julita en fusta tallada i daurada.